# Lug (Trebinje)
Pour les articles homonymes, voir Lug.
Lug (en serbe cyrillique : Луг) est un village de Bosnie-Herzégovine. Il est situé sur le territoire de la ville de Trebinje et dans la république serbe de Bosnie. Selon les premiers résultats du recensement bosnien de 2013, il ne compte plus aucun habitant.

## Géographie
Le village est situé sur les bords de la Trebišnjica, un cours d'eau qui débouche pour une part dans la mer Adriatique et se jette pour une autre part dans la Neretva.
Il est entouré par les localités suivantes :
|                  | Vlasače   |                    |
| Kovačina Lokvice | Lug       | Grbeši Staro Slano |
|                  | Petrovići |                    |

## Histoire
Dans le village, l'église de la Dormition-de-la-Mère-de-Dieu, qui remonte aux XVe et XVIe siècles, est inscrite sur la liste des monuments nationaux de Bosnie-Herzégovine ; les  13 stećci du cimetière, un type particulier de tombes médiévales, ainsi que 20 tombes en croix sont également classés.

## Démographie

### Évolution historique de la population dans la localité
| 1948 | 1953 | 1961 | 1971 | 1981 | 1991 | 2013 |
| ---- | ---- | ---- | ---- | ---- | ---- | ---- |
| -    | -    | 64   | 46   | 39   | 27   | 0    |

|  |